# Stadio Centrale (Almaty)
Lo Stadio Centrale (in kazako орталық стадион?, ortalyq stadion) è un impianto polivalente situato ad Almaty. Lo stadio viene usato principalmente per le gare casalinghe del Qairat. L'impianto ha una capienza di 23 804 spettatori.